# 哈里幫·切班尼
哈里幫·切班尼（法語：Haribon Chebani）在1989年11月26日至1989年11月27日期間擔任臨時葛摩總統，在這之前他則一直擔任最高法院主席。儘管在艾哈邁德·阿卜杜拉遭到暗殺後同一天便由同樣隸屬葛摩發展聯盟的切班尼繼任，但是在11月27日時他則被法國僱傭兵鮑勃·德納爾免去職務。